# Ford Versailles
El Ford Versailles (Galaxy en el mercado argentino) fue un automóvil de turismo del segmento D, producido en Brasil por el holding regional Autolatina, que fue representante de las marcas Ford y Volkswagen en Sudamérica, entre 1986 y 1996. El coche no era otra cosa que una reinterpretación de la segunda generación del modelo Volkswagen Santana y fue desarrollado por Autolatina para cubrir la vacante generada en la marca Ford, tras el cese de la producción del sedán de lujo Ford Del Rey.
Este automóvil fue ofrecido con dos tipos de carrocerías, siendo estas un sedán de 2 y 4 puertas, y un familiar de 3 y 5 puertas. Esta última versión fue conocida con el nombre de Ford Royale.
Su producción se extendió entre los años 1991 y 1996, siendo producido en Brasil y exportado a los demás mercados de Sudamérica. Además de suceder al Ford Del Rey en mercados como el brasileño o el venezolano, en Argentina fue presentado para suceder al Ford Sierra de producción local. Su fabricación cesó como consecuencia de la disolución de Autolatina, siendo sucedido por el Ford Mondeo.

## Historia

### Orígenes del diseño
En 1990 y con la llegada de los primeros coches importados que presentaban nuevas corrientes de diseño, confort y tecnología, desde Autolatina no se contempló la posibilidad de traer nuevos automóviles que suplanten en el mercado tanto al Volkswagen Santana como al Ford Del Rey. Sin embargo, se debía dar respuesta al planteo de la competencia con una oferta que cambiase la imagen envejecida de los modelos de alta gama del holding. Fue por ello que habiéndose descartado la importación, la opción fue el rediseño de sus modelos actuales, aunque para abaratar costos, se propuso hacerlo de manera unificada, lo que significaba que uno de los dos iba a ser reformulado, mientras que el otro iba a ser reemplazado. De esta forma, fue considerada la opción de reformular al Volkswagen Santana, para el cual fue proyectado un rediseño total inspirado en la corriente de diseño presentada en el nuevo Passat, el Corrado y el Audi 200. Este rediseño fue el último trabajo realizado por el ingeniero Philipp Schmidt, director del departamento de Investigación y Desarrollo de la filial brasileña de VW, antes de su jubilación y retorno a su Alemania natal. De esta forma, la segunda generación del Volkswagen Santana fue convertida en realidad y puesta a la venta en abril de 1991.
Este rediseño conservaba como principales elementos de la anterior generación su estructura básica, su mecánica y sus puertas, siendo inicialmente presentado en versión sedán de dos puertas, una característica que estaba acentuada en el gusto del público brasileño. El resto de la carrocería era completamente nuevo, siendo rediseñado el techo, los ventanales fijos, el frontal y la sección trasera. Con relación a sus dimensiones, el nuevo coche era 4,5 cm más largo y 1,5 cm más alto, mientras que en aerodinámica su Cx bajaba de 0.40 a 0.37, siendo probado en el túnel de vientos de la Volkswagen de Wolfsburgo.
Con la presentación de esta nueva generación para el Santana, Autolatina consiguió renovar la imagen de Volkswagen en el segmento de automóviles de alta gama. A pesar de ello, la primera generación continuó su producción en Argentina donde se vendía bajo el nombre de Volkswagen Carat.
Sin embargo y con el cese de la producción del Ford Del Rey en 1990, había que renovar la presencia de la marca estadounidense en el mercado brasileño. La respuesta finalmente llegó con la aplicación de la misma política por la cual fueron presentados el Ford Verona y su mellizo Volkswagen Apollo, lograndose reinsertar a Ford en el mercado local. Fue así que en agosto de 1991, Autolatina presentó a su segunda clonación, siendo en esta oportunidad un Volkswagen Santana sobre el que se implementaron los logotipos y rasgos de diseño característicos de Ford, denominándolo como Ford Versailles.

### Lanzamiento del Versailles
Durante la existencia de Autolatina, fue muy común el desarrollo de modelos mellizos que fueron ofrecidos al mercado tanto con una como con otra marca. En ese contexto, tuvo lugar en el mes de agosto de 1991 el lanzamiento del nuevo Ford Versailles, un automóvil que no era otra cosa más que una clonación de la segunda generación del Volkswagen Santana, realizada por Autolatina para la marca Ford. Con este lanzamiento, Autolatina buscó sostener la presencia de la marca en el segmento D, dando a su vez reemplazo al envejecido Ford Del Rey que se venía fabricando desde 1981. Al mismo tiempo, el hecho de recurrir a la fórmula utilizada con el tándem Verona-Apollo le permitió a Autolatina ahorrar en gastos, produciendo el mismo automóvil para las dos marcas.
A lo largo de su período de producción, el Versailles fue ofrecido en dos versiones: GL y Ghia. La primera versión ofrecía dos opciones de motorización, siendo estas el Audi AP-1800 y el Audi AP-2000, mientras que la segunda si bien ofrecía únicamente el impulsor AP-2000, presentaba dos opciones de alimentación: carburador o inyección. 
A pesar de sus raíces alemanas, el Versailles fue el resultado de una serie de reformulaciones estéticas que incluyeron un diseño de farolas y parrilla que adoptaba un estilo contemporáneo de Ford ya visto en otros modelos como el Escort o el Mustang, una sección trasera más rectilínea, faros traseros en forma trapezoidal y coberturas plásticas en color negro mate sobre los pilares C. En el interior fueron implementados un panel instrumental con una disposición diferente de comandos, asientos más mullidos y un moderno volante de dos rayos. Como contrapartida, se prescindió el uso de apoyabrazos central entre las butacas delanteras y se recurrió al viejo sistema de ventilación de la primera generación del Santana.

### Lanzamiento de la rural Royale
A pesar de haberse lanzado en 1991, la segunda generación del Santana debió esperar hasta el mes de marzo de 1992 para presentar a su versión rural que, al igual que la primera generación, también fue denominada Quantum. Su presentación se dio como antesala al lanzamiento del nuevo Santana de 4 puertas, ya que esta rural presentó como principal novedad, la incorporación de puertas de acceso directo a las plazas traseras. Pero el desarrollo del Quantum no fue el único presentado por Autolatina ese año, ya que en el mes de julio de ese año fue presentada la contrapartida de este modelo para la marca Ford, el cual fue presentado como Ford Versailles Royale. Al igual que con el sedán, Autolatina aplicó los mismos conceptos sobre el Quantum para desarrollar el Royale, sin embargo a diferencia de la rural de VW, el Royale fue presentado únicamente en versión de 3 puertas, algo que a esa altura de los tiempos resultaba un tanto desactualizado, teniendo en cuenta el cambio de preferencia del público brasileño hacia los coches con puertas en las plazas traseras. Esta determinación se tomó con el objetivo de diferenciar ambas rurales, con el fin de poder dar mercado a la marca Ford con sus productos derivados de modelos de Volkswagen, aunque con relación al nuevo Quantum, el Royale cargó con el papel de ser la opción menos interesante de entre las dos. Esta situación se repitió con los modelos de Volkswagen derivados del Ford Escort, siendo presentados el sedán de dos puertas Volkswagen Logus y el hatchback de cinco Volkswagen Pointer, con el fin de evitar que estos compitan y canibalicen con el tándem Verona-Escort.
Al igual que el sedán, el Royale también se presentó en versiones GL y Ghia, siendo el GL equipado con el motor AP-1800 y el Ghia con el AP-2000. Como se dijo anteriormente, fue ofrecido inicialmente con carrocería de tres puertas, resultando una opción un tanto desactualizada para la época. A pesar de ello, se insistió con su producción durante dos años más, al ser lanzada finalmente la versión de 4 puertas, lo que le terminó permitiendo ponerse a la par con su similar Quantum.

### Aparición del sedán 4 puertas e implementación del sistema ABS

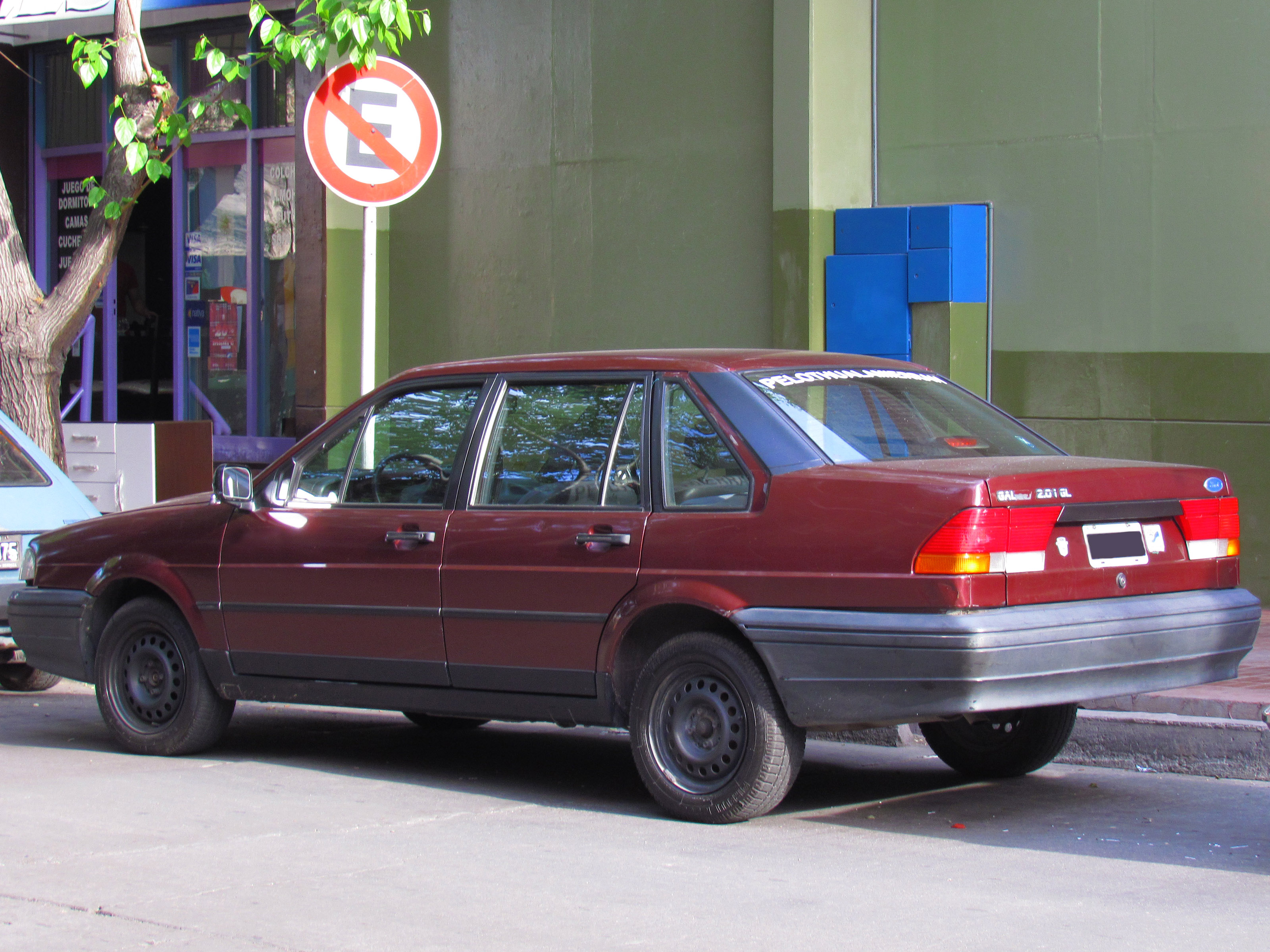
Ford Versailles 4 puertas, comercializado en Argentina como Ford Galaxy.

Tras el lanzamiento del Versailles en 1991 y la posterior aparición de la rural Royale en julio de 1992, Autolatina observó el comportamiento en el mercado de los modelos medianos con acceso directo a las plazas traseras, los cuales comenzaban a ganar cada vez más terreno en relación con los modelos de dos puertas. Por tal motivo, tras el lanzamiento de la rural Quantum en marzo de 1992, se puso manos a la obra a la adopción de puertas para las plazas traseras en los modelos sedán. De esta forma y en paralelo al Santana, el Versailles también recibió su versión sedán de 4 puertas el cual fue lanzado en el mes de octubre de dicho año. 
Pero esta no fue la única novedad presentada en estos sedanes, ya que al mismo tiempo las versiones tope de gama fueron equipadas con un sistema opcional de frenos antibloqueo (ABS), constituyendo una completa novedad para el mercado brasileño. Al mismo tiempo fueron presentados otros detalles cosméticos (como nuevas llantas para el Santana GLS) y la incorporación del catalizador en el sistema de escape, un ítem que fue compartido con toda la línea de producción de Autolatina, con el fin de cumplir con las normas de emisión de contaminantes dictadas por el Proconve.

### Desembarco en Argentina y fin de producción
Tras dos años de producción y venta en Brasil, en 1994 el Versailles es presentado en Argentina donde sin embargo fue ofrecido bajo el nombre de Ford Galaxy. Su llegada se dio un año después del cese de la producción del Ford Sierra, modelo que se había convertido en referencia de la marca Ford en Argentina, tanto a nivel comercial como deportivo. A diferencia del mercado brasileño, el renombrado Galaxy fue ofrecido únicamente en carrocería sedán de 4 puertas y solo presentó versiones GL y Ghia, motorizadas con impulsores de 2 litros. En paralelo a ello, la misma política pero a la inversa se aplicó con respecto al modelo Santana de Volkswagen, del cual solo fue importada la rural Quantum.
En sus últimos años, el tándem Versailles-Royale presentó también sus versiones con motor impulsado a alcohol, siendo a su vez los primeros modelos a nivel mundial en ser equipados con sistema de inyección de combustible para este tipo de alimentación. Asimismo, comenzaron los primeros retoques estéticos al ser presentada una nueva parrilla con calado de forma oval y nuevos diseños de farolas.
Finalmente en el año 1995 se produjo la disolución del holding Autolatina, por lo que la producción del Versailles ya contaba sus últimos días de producción, la cual terminó resistiendo un año más finalizando en 1996. Su lugar en la gama de productos de Ford para Sudamérica fue ocupado por el Ford Mondeo, presentado como nuevo modelo a nivel global.

## Fichas técnicas

### Ford Versailles
| Modelos              | Versailles GL 1.8             | Versailles Ghia 2.0           | Versailles Ghia 2.0           | Versailles Ghia 2.0           | Versailles GL 2.0             |
| -------------------- | ----------------------------- | ----------------------------- | ----------------------------- | ----------------------------- | ----------------------------- |
| Valores              |                               |                               |                               |                               |                               |
| Período              | 1992-1994                     | 1991-1992                     | 1992-1994                     | 1995-1996                     | 1992-1996                     |
| Puertas              | 2                             | 2                             | 4                             | 4                             | 4                             |
| Motorización         | Audi AP-1800                  | Audi AP-2000                  | Audi AP-2000                  | Audi AP-2000                  | Audi AP-2000                  |
| Combustible          | Gasolina                      | Gasolina                      | Gasolina                      | Gasolina                      | Gasolina                      |
| Cilindrada           | 1781 cc                       | 1984 cc                       | 1984 cc                       | 1984 cc                       | 1984 cc                       |
| Tracción             | Delantera                     | Delantera                     | Delantera                     | Delantera                     | Delantera                     |
| Potencia             | 92 CV a 5400 rpm              | 120 CV a 5600 rpm             | 105 CV a 5200 rpm             | 112 CV a 5600 rpm             | 105 CV a 5200 rpm             |
| Par Motor            | 14,9 kgm a 3200 rpm           | 17,3 kgm a 3000 rpm           | 17 kgm a 3400 rpm             | 17,6 kgm a 3000 rpm           | 17 kgm a 3400 rpm             |
| Rel. Compresión      | 8,5:1                         | 10.5:1                        | 9:1                           | 10:1                          | 9:1                           |
| Transmisión          | Manual de 5 marchas           | Manual de 5 marchas           | Manual de 5 marchas           | Manual de 5 marchas           | Manual de 5 marchas           |
| Peso en Vacío        | 1130 kg                       | 1130 kg                       | 1130 kg                       | 1130 kg                       | 1130 kg                       |
| Largo                | 4572 mm                       | 4572 mm                       | 4572 mm                       | 4572 mm                       | 4572 mm                       |
| Ancho                | 1686 mm                       | 1686 mm                       | 1686 mm                       | 1686 mm                       | 1686 mm                       |
| Alto                 | 1417 mm                       | 1417 mm                       | 1417 mm                       | 1417 mm                       | 1417 mm                       |
| Batalla              | 2548 mm                       | 2548 mm                       | 2548 mm                       | 2548 mm                       | 2548 mm                       |
| Trocha Delantera     | 1414 mm                       | 1414 mm                       | 1414 mm                       | 1414 mm                       | 1414 mm                       |
| Trocha Trasera       | 1422 mm                       | 1422 mm                       | 1422 mm                       | 1422 mm                       | 1422 mm                       |
| Frenos Delanteros    | Discos ventilados             | Discos ventilados             | Discos ventilados             | Discos ventilados             | Discos ventilados             |
| Frenos Traseros      | Tambor                        | Tambor                        | Tambor                        | Tambor                        | Tambor                        |
| Dirección            | Hidráulica                    | Hidráulica                    | Hidráulica                    | Hidráulica                    | Hidráulica                    |
| Suspensión Delantera | Independiente, tipo McPherson | Independiente, tipo McPherson | Independiente, tipo McPherson | Independiente, tipo McPherson | Independiente, tipo McPherson |
| Suspensión Trasera   | Eje de torsión                | Eje de torsión                | Eje de torsión                | Eje de torsión                | Eje de torsión                |
| Vel. Máx.            | 172 km/h                      | 174 km/h                      | 171 km/h                      | 188 km/h                      | 171 km/h                      |
| 0 a 100 km/h         | 12,2 seg                      | 11,1 seg                      | 13,3 seg                      | 12 seg                        | 13,7 seg                      |